# Henri Dutilleux
Pour les articles homonymes, voir Dutilleux.
Œuvres principales
Symphonie no 2 « Le Double » (1959)
Métaboles (1965)
Tout un monde lointain… (1970)
Timbres, espace, mouvement ou La Nuit Étoilée (1978)
The Shadows of Time(1997)
Henri Dutilleux, né le 22 janvier 1916 à Angers et mort le 22 mai 2013 dans le 4e arrondissement de Paris, est un compositeur français de musique savante. Sa musique appartient aux périodes musicales moderne et contemporaine.

## Biographie

### Enfance et jeunesse
Henri Dutilleux est né Henri Paul Julien Dutilleux à Angers, en Maine-et-Loire, où ses parents se sont réfugiés pour fuir les bombardements de Douai, berceau de sa famille.
Arrière-petit-fils de Constant Dutilleux, peintre proche d'Eugène Delacroix et oncle de l'historien Adolphe Dutilleux, il est aussi un proche du peintre Maurice Boitel. Son grand-père maternel, le compositeur Julien Koszul, est quant à lui un ami de Gabriel Fauré.
L'enfance d'Henri Dutilleux se déroule dans le département du Nord. Il entre en 1926 au conservatoire de Douai dirigé par Victor Gallois (Premier prix de Rome 1905) avec lequel il prend des cours d'harmonie et qui décèle ses dons. Il y suit également une formation classique en piano, théorie et contrepoint.

### Études
Il entame en 1933 des études au conservatoire de Paris auprès d'Henri Büsser (composition), Jean Gallon (harmonie), Noël Gallon (contrepoint et fugue), Philippe Gaubert (direction d'orchestre) et Maurice Emmanuel (histoire de la musique). Durant ses études musicales, il est dans la même classe que Paul Bonneau, Raymond Gallois-Montbrun et Jacqueline Robin. Il remporte en 1938 le Premier prix de Rome, avec la cantate l'Anneau du Roi. Avant de partir pour la guerre en 1939, il approfondit intensément son étude de la musique de d'Indy, de Stravinsky et de Roussel.

### Carrière
Pendant la guerre, il adhère au Front national des musiciens, organe de la Résistance, et compose clandestinement en 1944 la Geôle sur un sonnet du poète résistant Jean Cassou, alors emprisonné à Toulouse. En 1942, Dutilleux assume pour quelques mois les fonctions de chef de chœur de l'Opéra de Paris et, en 1944, il est au service de la Radiodiffusion française, où il est responsable du Service des illustrations musicales. Il quitte ce travail en 1963 pour pouvoir se consacrer entièrement à la composition. En 1961, il est appelé par Alfred Cortot comme professeur de composition à l'École normale de musique de Paris, dont il assure la présidence après la mort du fondateur, et où il eut comme élève le compositeur et organiste André Jorrand, puis, à partir de 1970, il est professeur associé au Conservatoire. Il donne également des cours dans le cadre du Festival de Tanglewood, invité par Seiji Osawa.
Il épouse le 17 septembre 1946 à Paris la pianiste Geneviève Joy, qui est longtemps sa principale interprète. Il vit avec son épouse, entre 1981 et 2010, à Candes-Saint-Martin, en Indre-et-Loire, dans une maison qu'ils lèguent ensuite à la commune. Cette dernière lui redonne vie après la mort des deux musiciens, en conservant le piano à queue de Geneviève Joy, la bibliothèque Dutilleux et la rénovation de leur salon de musique. Fréquemment au répertoire de l'Orchestre national Bordeaux Aquitaine sous la direction de Hans Graf, son nom est donné, en son hommage, à la grande salle de l'auditorium de Bordeaux, inauguré en janvier 2013,. Le Conservatoire à rayonnement régional de Douai ainsi qu’Amiens a donné le nom d'Henri Dutilleux à son grand Auditorium.

### Mort et obsèques

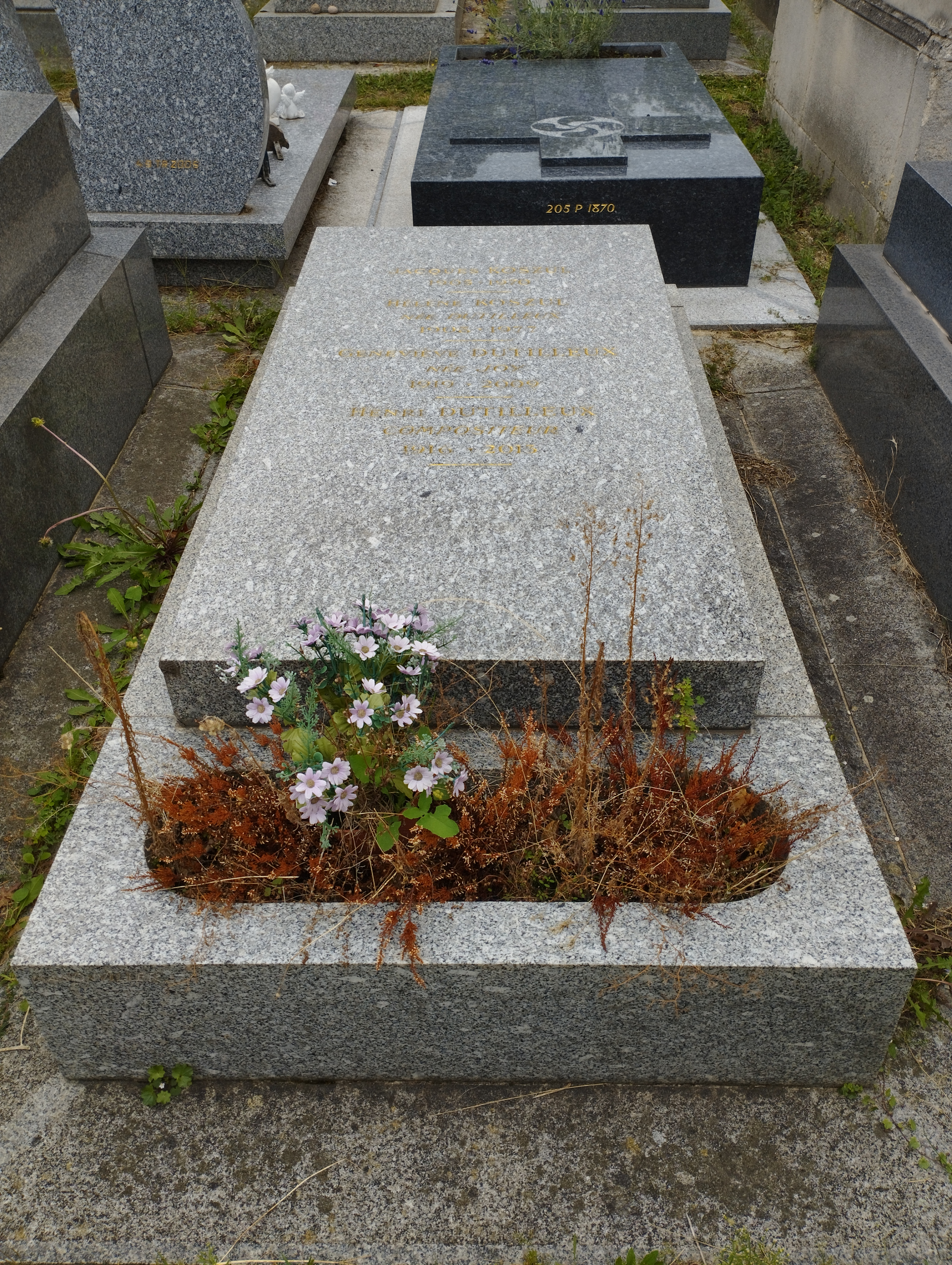
Tombe d'Henri Dutilleux au cimetière du Montparnasse (division 12).

Il meurt le 22 mai 2013, laissant derrière lui une œuvre majeure, abondamment jouée de son vivant partout dans le monde, faisant l'unanimité et considérée comme déjà classique,,,,.
Il est inhumé le 27 mai au cimetière du Montparnasse (division 12), auprès de son épouse décédée en 2009 . Auparavant, une messe est célébrée à 10 h 30 à l'église Saint-Louis-en-l'Île, avec la participation du Quatuor Rosamonde et des Petits Chanteurs de Sainte-Croix de Neuilly - The Paris Boys Choir (direction François Polgár).

### Polémique

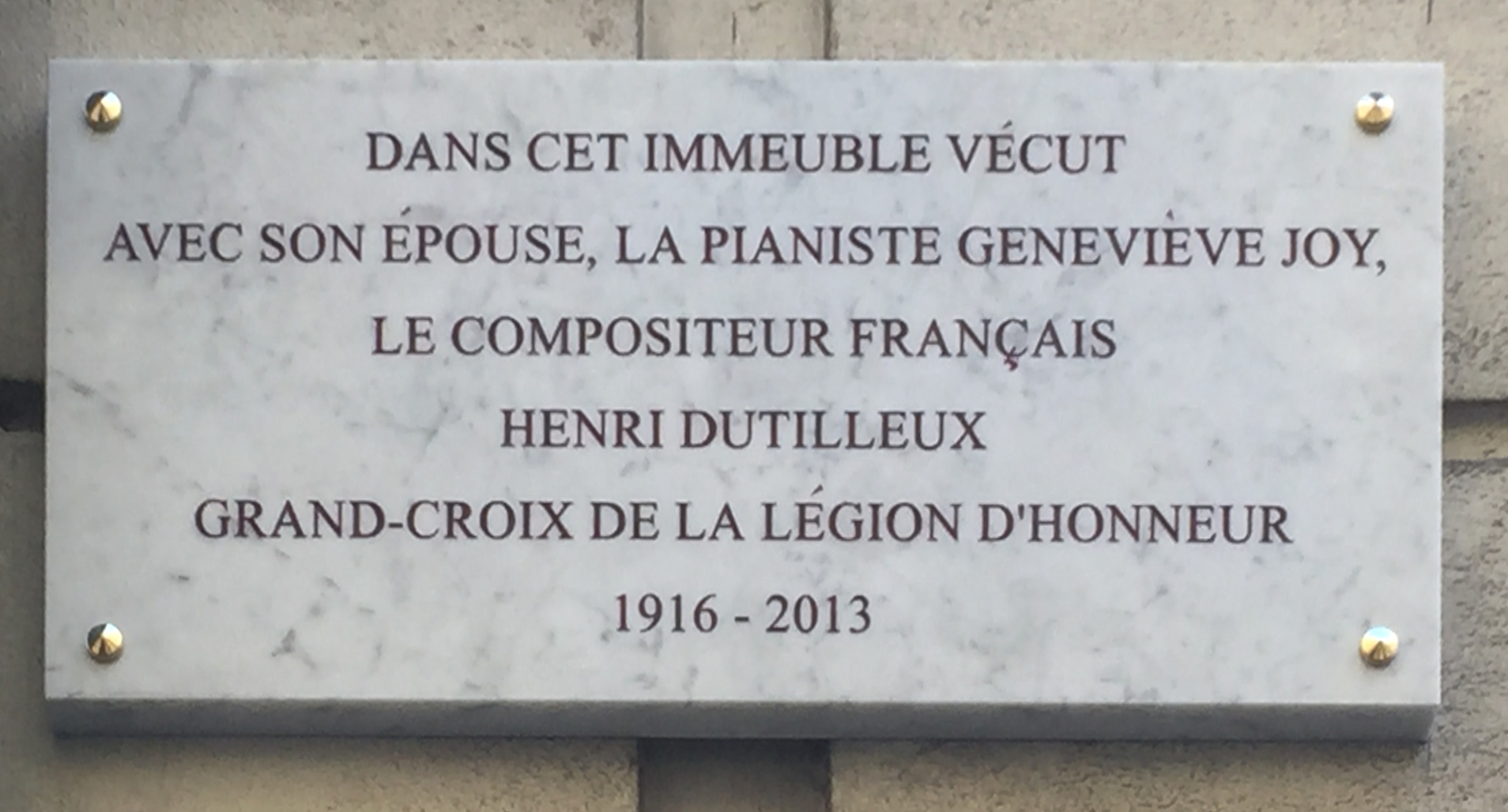
La plaque du 12, rue Saint-Louis-en-l'Île.

À partir d'avril 2015 a lieu une polémique au sujet de l'inauguration d'une plaque commémorative sur l'immeuble du 12, rue Saint-Louis-en-l’Île où il habitait, dans le 4e arrondissement de Paris. Le maire PS Christophe Girard déclare relever des « faits de collaboration avec le régime de Vichy », qui rendraient l'installation de la plaque non appropriée pour l'instant, faisant allusion à la composition d'une musique d'un film à la gloire des sportifs, commandité par le régime de Vichy et à la nécessité d'avoir un complément d'informations. Bien que le Comité historique de la Ville de Paris, chargé d'instruire ce type de demande, se soit prononcé pour l'apposition de cette plaque dans un document rendu en juillet 2014, à la mairie de Paris, Karen Taieb, conseillère municipale du 4e arrondissement s'oppose lors d'un conseil municipal, en mars 2015, à l'apposition de cette plaque, d'où l'attitude du maire du 4e et de la mairie de Paris.
Ces propos déchaînent une réaction considérable dans les réseaux sociaux et le milieu musical, où Dutilleux est au contraire connu pour son humanisme et son engagement dans la Résistance. Une pétition est alors lancée par les compositeurs Etienne Kippelen et Matthieu Stefanelli. Elle rencontre un écho considérable dans le monde musical et de nombreux signataires. La plaque a finalement été apposée le 22 septembre au cours d'une cérémonie qui, à son tour, a provoqué une polémique en raison des deux discours prononcés par les édiles municipaux.

## Distinctions et récompenses
Bien qu'il ait obtenu en janvier 2004 la dignité de grand-croix de la Légion d'honneur (la plus haute distinction que décerne l’État), ses obsèques se sont déroulées en l’absence de tout représentant de l’État.
Henri Dutilleux a reçu le prix Ernst von Siemens le 29 janvier 2005 (à l'âge de 89 ans). Ce prix, considéré comme le « Nobel de la musique », a récompensé, selon le jury, « un des grands artistes de la musique française contemporaine » dont la production « organique » se distingue par sa « clarté poétique ». Henri Dutilleux est le troisième compositeur français (après Olivier Messiaen et Pierre Boulez) honoré par ce prix, qui a été attribué la première fois, en 1974, à Benjamin Britten.
Depuis 1973, il est membre associé de l’Académie royale de Belgique, et, depuis 1981, membre honoraire de l’American Academy and Institute of Arts and Letters de New York. Il est aussi membre honoraire de l’Accademia Nazionale Santa Cecilia (1993) ainsi que de la Royal Academy of Music de Londres (1996) et de la Bayerische Akademie der Schönen Künste de Munich (1998). Le Grand Prix Antoine Livio de la Presse musicale internationale lui a été décerné en 1999. En 2010, il devient parrain d'honneur d'Ecuasol, programme d'aide à l'enfance défavorisée en Équateur, de l'ONG International Impact, fondé par son petit neveu Jean-Christophe Crespel.
Il est Grand prix national de la musique en 1967 pour l'ensemble de son œuvre.
Il est également membre du jury du « prix de composition Tōru Takemitsu » en 1997.
En 2008, il reçoit la Médaille d'or de la Royal Philharmonic Society.

## Principales caractéristiques du style et langage musical
Dutilleux couvre presque un siècle de par sa longévité et puise des influences déterminantes chez deux artistes majeurs du XIXe siècle, à savoir Vincent van Gogh et Charles Baudelaire. Il disait lui-même « Le poète de second ordre est la séduction même, il vit la poésie qu’il ne peut écrire. L’autre écrit la poésie qu’il n’ose vivre ».
Dutilleux doute beaucoup, et ne se résout jamais à écrire quelque chose qu’il n’entende auparavant dans la tête, on ne peut lui donner de directive ni lui offrir de l’argent. Il ne revendique aucun système. On pourrait peut-être dire de lui ce que Baudelaire disait de Wagner (à l’écoute de Tannhäuser) qu’ «aucun musicien n’excelle comme lui à peindre l’espace et la profondeur matériels et spirituels ». Et pour citer encore Baudelaire (Poison, no 45 des Fleurs du mal), la musique de Dutilleux « allonge l’illimité, approfondit le temps, creuse la volupté ».
Ses influences les plus notables en peinture sont Vincent van Gogh, notamment la Nuit étoilée (dont il s'inspire pour Timbres, espace, mouvement), mais aussi Paul Gauguin, Nicolas de Staël, Kandinsky. La nature est aussi une source d'inspiration, notamment Le Valais, en Suisse, où il va souvent composer à La Sage. Ses cinéastes favoris sont Luis Buñuel, et Federico Fellini.
En poésie et littérature, Dutilleux s'est souvent inspiré dans ses compositions de Charles Baudelaire (notamment en créant les titres des sections de Tout un monde lointain), mais il est aussi un fervent lecteur de Shakespeare, Proust, André Gide (pour son journal), Julien Gracq et d'Yves Bonnefoy, surtout vers la fin de sa vie.
En musique, ses maîtres sont les Polyphonistes de la Renaissance, Beethoven (pour le renouvellement de la forme), Berlioz l'inventeur, Debussy, Henri Duparc, Ravel, Albert Roussel, Bartok, Stravinsky, et Schoenberg.

### Choix du matériau des hauteurs
Dutilleux affirme n’avoir jamais abandonné l’écriture modale. Il tient à préserver dans un langage atonal des principes de structuration hiérarchiques du matériau. «Dans ma musique, on trouvera de nombreuses références à cette notion de hiérarchie, par l’emploi de notes-pivots, de pédales, de sons obsessionnels, de thèmes d’accords qui indiquent que je ne puis me priver de l’apport d’une certaine polarisation (...) je ne pense pas devenir jamais dodécaphonique». Par l’usage de notes-pivots, ou pôles sonores (devenant parfois des axes), il articule différentes échelles de sons, allant de simples tétracordes ou pentacordes (Ainsi la nuit), d’héxacordes (Métaboles, Concerto pour violon) à des modes diatoniques et octotoniques (Sonate pour piano), décatoniques (2x5, Concerto pour violon) voire des séries de douze sons (Métaboles, Tout un monde lointain) séries utilisées de manière non-dodécaphonique, mais plus pour les possibilités de variations harmoniques et de couleurs qu’elles peuvent offrir. Dutilleux a eu recours à la citation (Clément Janequin, Jehan Alain, Benjamin Britten dans Les Citations) et à l'auto-citation (Mémoires des ombres de Shadows of Time cite Figures de résonances, "De Vincent à Théo" de Correspondances cite Timbres, espace, mouvement (en référence à Van Gogh), Le Masque dans Le Temps, l'horloge cite La Geôle, enfin, Les Citations citent un extrait du ballet Le Loup rajouté tardivement.

### La mélodie
Elle revêt différents aspects : parfois statique en notes répétées comme une cantilène (note-pivot, Métaboles), soit très ornementée, orientalisante. Les phrases ornées peuvent être très virtuoses, surtout chez les bois, très souvent en mouvement ascendant et descendant. On observe aussi régulièrement l’écriture en miroirs. Dutilleux emploie aussi des accords en homorythmie, comme dans un choral. On trouve aussi des effets en escaliers, avec accumulation d’instruments en unisson et octaves de l’aigu au grave et inversement (Métaboles, IIe Symphonie) ainsi que des mouvements contraires entre les registres aigu et le grave. Dutilleux était très scrupuleux et soigneux avec la notation de sa musique. Son père était typographe, il adorait l’odeur de l’encre depuis l’enfance. On voit aussi souvent des effets d’arborescences avec une multiplication de voix dans la mélodie (Métaboles) souvent en accélérant et crescendo. Aussi fréquents, on trouve des clusters se réduisant progressivement à un unisson et l’inverse.

### Le rythme
Le rythme est insaisissable. Dutilleux change très souvent de signatures rythmiques et de tempo. Pour les mouvements lents, il brouille le sentiment de pulsation par des rythmes complexes donnant un caractère improvisé à la musique. Inspiré des «Grands piliers droits et majestueux» baudelairiens, il affectionne l'homorythmie dans les chorals. Dans les mouvements lents, il ajoute parfois des « chocs électriques » brefs et incisifs, rompant avec la linéarité de certaines phrases (Métaboles, IIe Symphonie). Pour les mouvements rapides, on trouve très souvent une écriture en mouvement perpétuel de doubles croches, avec une prédilection pour le ternaire. L'écriture de Dutilleux peut rappeler parfois Bartok ou Stravinsky dans l’usage de contretemps et accents décalés (comme dans Le Sacre du printemps ou Musique pour cordes, percussions célesta ).

### L'orchestration
Utilisation des bois, avec la clarinette pour sa virtuosité et le hautbois (et même le hautbois d’amour dans Timbres, espace, mouvement) pour leurs qualités expressives, allant jusqu’à l’usage risqué (car pas vraiment standardisé) de multiphoniques. Aux cordes, souvent divisées, sont confiées de très belles pages (Mystère de l'instant ). Les effets de trilles, harmoniques, glissandi et col legno sont souvent prisés, avec une prédilection pour les contrebasses à qui il confie très souvent des accords d’harmoniques en grappes (Métaboles), voire des solos importants, comme dans Timbres, espace, mouvement, dans Les Citations et dans Shadows of Time. Les percussions sont centrales dans son oeuvre et souvent thématiques, traitées comme de véritables personnages musicaux, que cela soit avec des percussions à sons indéterminés (Bongos, toms, maracas, cymbales) et les claviers comme le xylophone et le vibraphone. Pour les cuivres, Dutilleux privilégie la combinaison des trombones et trompettes.

## Œuvres principales
Essentiellement orchestrale, son œuvre contient un nombre relativement restreint de pièces.
Une partie des partitions des œuvres d'Henri Dutilleux est éditée par les Éditions Billaudot.

### Œuvres orchestrales
- Trois tableaux symphoniques (1945), musique de scène d'après Les Hauts de Hurlevent : Dans la lande, La marche du destin, Épilogue : la mort de Cathy. Création à Paris au Théâtre Hébertot
- Symphonie no 1 (1951)
- Le Loup (1953), ballet écrit pour la compagnie Roland Petit
- Symphonie no 2 « Le Double » (1959), où un groupe réduit d'instrumentistes répond à un grand orchestre, à la manière d'un concerto grosso. Commande de la Fondation Koussevitzky pour l'Orchestre symphonique de Boston, direction Charles Munch
- Métaboles (1965), cinq pièces pour orchestre, commande de l'Orchestre de Cleveland, direction George Szell
- Timbres, espace, mouvement ou La Nuit Étoilée (1978), pour orchestre, inspiré du tableau éponyme de Vincent van Gogh
- Mystère de l’Instant (1989), pour cymbalum, orchestre de 24 ou 48 cordes et percussions. Commande de Paul Sacher pour le Collegium Musicum de Zurich
- The Shadows of Time (1997), pour orchestre et voix d'enfants. Commande de l'Orchestre symphonique de Boston, direction Seiji Ozawa.

### Œuvres concertantes
- Tout un monde lointain… (1970), pour violoncelle et orchestre, inspiré de poèmes de Charles Baudelaire. Commande de Mstislav Rostropovitch
- Concerto pour violon ou L’Arbre des Songes (1985). Commande de l’Orchestre national de France pour Isaac Stern, direction Lorin Maazel
- Sur le même accord (2002), nocturne pour violon et orchestre, dédié à Anne-Sophie Mutter.

### Musique de chambre
- Sarabande et Cortège (1942), pour basson et piano.
- Sonatine pour flûte et piano (1943)
- Sonate pour hautbois et piano (1947)
- Choral, Cadence et Fugato (1950), pour trombone ténor et piano. Commande du conservatoire national de Paris.
- Quatre figures de résonances (1970-1976) pour deux pianos
- Ainsi la nuit (1977), pour quatuor à cordes. Commande de la Fondation Koussevitzky pour le Juilliard String Quartet
- Les Citations (1991, révision 2010), pour hautbois, clavecin, contrebasse et percussions.

### Œuvres pour soliste

#### Piano
- Au gré des ondes (1946), six petites pièces pour piano
- Bergerie (publiée en 1946)
- Sonate pour piano (1948), créée par son épouse Geneviève Joy
- Blackbird (1950)
- Tous les chemins... mènent à Rome (1961)
- Résonances (1962)
- Petit air à dormir debout (1983)
- Mini-prélude en éventail (1987)
- Trois préludes : D'ombre et de silence (1973) ; Sur un même accord (1976) ; Le Jeu des contraires (1988)

#### Violoncelle
- Trois Strophes sur le nom de Sacher (1976-1982), pour violoncelle solo. La première partie a été écrite en 1976 dans le cadre d'un hommage à Paul Sacher. Les deux autres ont été ajoutées ultérieurement. Création de l'œuvre complète le 28 avril 1982 à Bâle par Mstislav Rostropovitch

### Œuvres vocales
- Chanson au bord de la mer (1938), pour voix et piano, texte de Paul Fort.
- Quatre mélodies, sur des poèmes de R. Genty, E. Borsent, Anna de Noailles, A. Bellessort, (1941-1942) pour baryton ou mezzo soprano, piano ou orchestre.
- La Geôle (1944), pour baryton ou mezzo-soprano et orchestre ou piano, poème de Jean Cassou. Création le 7 janvier 1945 par l'Orchestre de la Société des concerts du Conservatoire, sous la direction de André Cluytens à Paris.
- Chanson de la déportée (1945).
- Éloignez-vous (1954), pour baryton et orchestre ou piano[5], sur un des Trente-trois sonnets composés au secret de Jean Cassou.
- Deux sonnets de Jean Cassou (1955), pour baryton ou soprano et orchestre ou piano, extraits des Trente-trois sonnets composés au secret.
- Chansons de bord (1954), ensemble de dix chansons harmonisées pour chœur d'enfants à trois voix.
- San Francisco Night (1963), pour soprano et piano, poème de Paul Gilson. Création le 13 janvier 1964 à New York au Carnegie Hall.
- Correspondances (2003), pour voix et orchestre, cycle de cinq mélodies dédié à la soprano Dawn Upshaw sur des textes de Prithwindra Mukherjee, Soljenitsyne, Rilke et Vincent van Gogh. Commande de l'Orchestre philharmonique de Berlin, direction Sir Simon Rattle.
- Le temps l'horloge (2007-2009), pour voix et orchestre, dédié à la soprano américaine Renée Fleming sur des textes de Jean Tardieu et Robert Desnos. Commande conjointe de l'Orchestre symphonique de Boston, de l'Orchestre national de France et du festival Saito Kinen. Création le 6 septembre 2007 par l'Orchestre international Saito Kinen sous la baguette de Seiji Ozawa (trois premières mélodies). Création complète avec interlude orchestral et Enivrez-vous sur un poème de Baudelaire le 7 mai 2009 par Renée Fleming et Seiji Ozawa à Paris.

## Musique de film
- Fille du diable, musique pour le film d'Henri Decoin (1946)
- Six Heures à perdre, musique pour le film d'Alex Joffé et Jean Lévitte (1947)
- Le Café du Cadran, musique pour le film de Jean Gehret (1947)
- Le Crime des justes, musique pour le film de Jean Gehret  (1950)
- L'Amour d'une femme, musique pour le film de Jean Grémillon (1953)
- Sous le soleil de Satan, musique pour le film de Maurice Pialat (1987).